# Польша на зимних Олимпийских играх 1952
Польша принимала участие в Зимних Олимпийских играх 1952 года в Осло (Норвегия) в шестой раз за свою историю, но не завоевала ни одной медали. Сборную страны представляли 3 женщины.
Польша принимала участие в соревнованиях по горнолыжному спорту, хоккею, лыжным гонкам (18 км и эстафета) и прыжкам с трамплина. Лучших успехов добилась сборная Польши по хоккею, ставшая шестой.